# ذكور (مسلسل)
ذكور (بالإسبانية: Machos)‏ هو مسلسل تلفزيوني تشيلي بُثَّ على القناة الثالثة عشر من 10 آذار/مارس إلى 23 تشرين الأول/أكتوبر 2003. السلسلة من تأليفِ وإخراج كلٍ من سيباستيان أراو، كوكا غوميز وبابلو إيلانيس.

## طاقم البطولة
- هيكتور نوغويرا في دور أنجل ميركادر
- ليليانا روس في دور فالنتينا فرنانديز
- كريستيان كامبوس في دور ألونسو ميركادر
- كارولينا أريغوي في دور سونيا تروجيلو
- رودريغو باستيداس في دور أرماندو ميركادر
- فيليبي براون في دور أرييل ميركادر
- خورخي زاباليتا في دور أليكس ميركادر
- غونزالو فالينزويلا في دور أدان ميركادر
- دييغو مونيوز في دور أمارو ميركادر
- بابلو دياز في دور أنطونيو ميركادر
- ماريا إلينا سويت كومو فرناندا غاريدو
- ماريا خوسيه بريتو في دور مونيكا سالازار
- فيفيانا رودريغيز بدور كونسويلو فالديس
- أمريسيا أريجورياجا في دور إستيلا سالازار
- اليخاندرو كاستيلو في دور فانور كروزاجا
- سولانج لاكينجتون في دور جوزيفينا أوروتيا
- أدريانا فاكاريزا في دور إيزابيل فولر
- أنغريد كروز في دور بيلين كروشا
- خوان بابلو باستيداس في دور بنيامين كرشاجا
- أرانزاز يانكوفيتش في دور أرسولا فيلافيسينسيو
- ريناتو مونستر في دور بيدرو بابلو إستيفيز
- بيرتا لاسالا في دور بيلار بونس
- تيريسيتا رييس في دور إيميلدا روبليس
- مارسيلا ميدل في دور كليمنسيا ريوس
- ماريانا لويولا في دور ثريا سالسيدو
- سيرجيو سيلفا في دور لوكاس فارفان
- كارولينا فارلي في دور كيارا سالازار
- لورينا كابيتيلو في دور مادونا ريوس
- سيباستيان أرانسيبيا في دور نيكولاس بونس
- خوسيه خيمينيز في دور أندريس ميركادير
- الفيرا لوبيز في دور أليسيا ميركادر روبلز
- نيللي مروان في دور ميرنا روبليس
- ماريا إلينا دوفوتشيل في دور برناردا برافو
- تيريزا مونشميير في دور تيا تشيتا رييس
- أنتونيلا ريوس في دور يولاندا سالسيدو
- كريستيان جوزمان في دور غوستافو هيريديا
- ماكارينا تيك في دور مانويلا سيلفا
- فيليبي هورتادو في دور إغناسيو أوسا
- بولينا دي لا باز في دور ماريا خوسيه غونزاليس
- ليوناردو ألفاريز في دور دييغو برناليس
- كونستانزا غونزاليس في دور كريستينا
- روزا راميريز في دور جاسينتا مونتيرو
- فرناندو غوميز-روفيرا في دور رينيه ساندوفال
- إميليو غارسيا في دور سامي

### المشاركات الخاصَّة
- كاثرين مازوير في دور بولا جيمينيز (محامية أليكس)
- أليخاندرو تريجو في دور فيكتور بينافيديس
- بيدرو فيكونيا في دور كارلوس غاريدو
- كوكا رودولف في دور إيما ساليناس دي غاريدو
- ريميجيو ريميدي في دور رايموندو فيرنانديز
- باميلا فيلالبا في دور تاتيانا روميرو
- أوسكار جارسيس في دور كيفين
- سيباستيان دام في دور خافيير كوكولو
- روبين داريو جيفارا في دور خواكين فرنانديز
- فرانسيس ماركيز في دور كلاريتا مانريكيز
- أرتورو رويز تاغل في دور ماورو سالسيدو
- باتريشيا إريبارا في دور تيا نينا والدةُ ثريا
- سيرجيو جاجاردو والدُ ثريا
- كلارا بريفيس في دور جدة ثريا
- نيكولاس فونتين في دور جوليان بيريز
- فيكتور روجاس في دور العم سالسيدو
- غابرييل ماتورانا في دور الدكتور ماكس هيرنانديز
- سيرجيو مدريد في دورِ طبيب فالنتينا
- أوسفالدو لاجوس في دور العم سيباستيان
- سيسيليا هيدالجو في دور لورد
- هومبرتو جالاردو في دور ساكيردوت
- كريستيان غاجاردو في دور تشولو سالسيدو
- نيستور كاستانيو في دور مدير الكليّة
- تيريزا بيريوس في دور روزيتا صديقة تشيتا
- هوغو فاسكيز في دور باتريسيو
- يامين سالازار في دور أستاذ أندريس ونيكولاس
- ماكارينا باستريكا في دورِ وزيرة برناردا
- كارلوس أريا في دور رئيس جوزيفينا
- ماجدالينا أهومادا في دور إيفلين أوركويتا

## روابط خارجية
- ذكور على موقع IMDb (الإنجليزية)
- ذكور على موقع كينوبويسك (الروسية)
- ذكور على موقع قاعدة بيانات الفيلم (الإنجليزية)